# Ralf Rößler

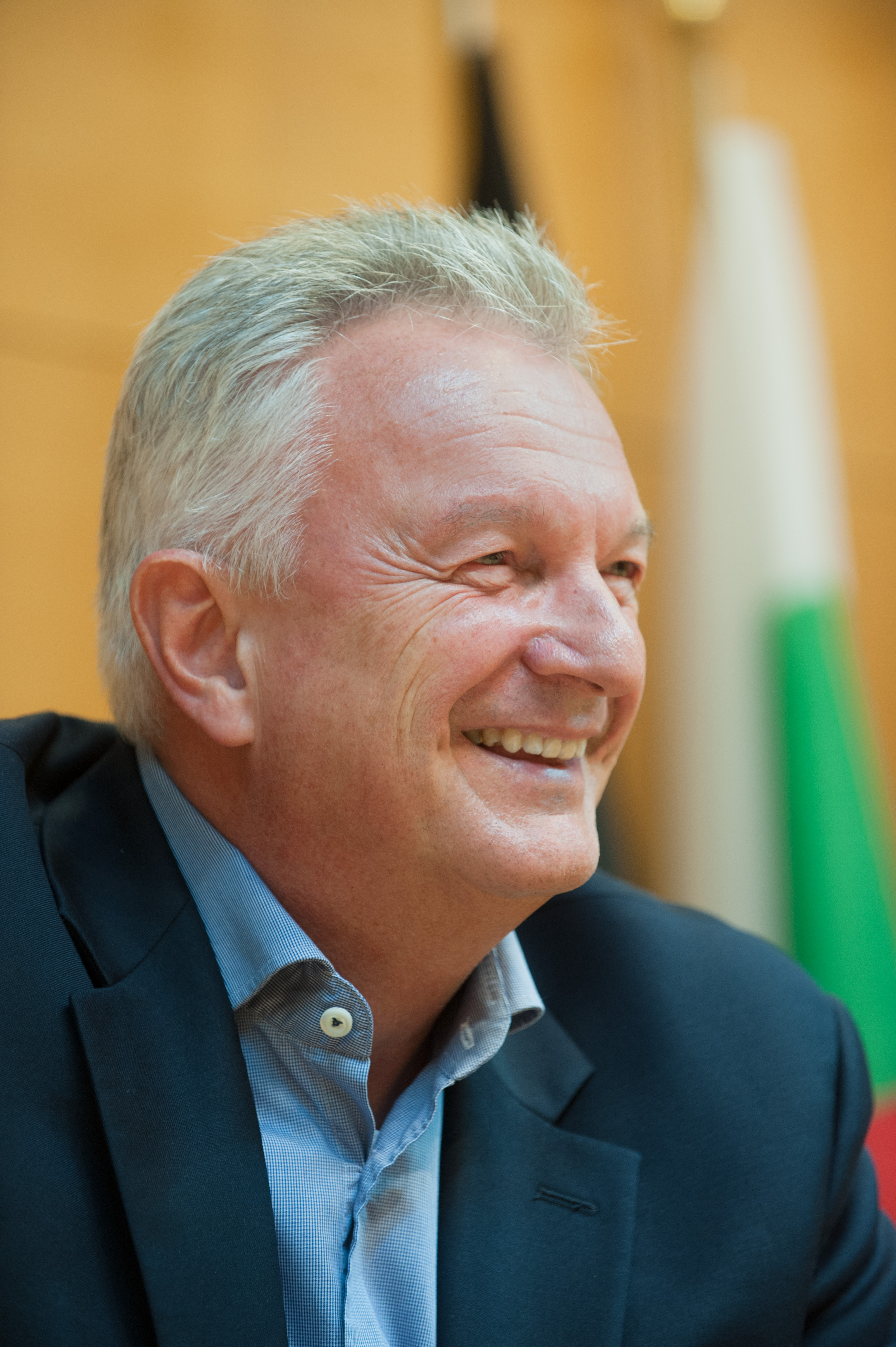
Ralf Rößler (2017)

Ralf Uwe Rößler (* 11. März 1953 in Mannheim, Deutschland) ist ein deutscher Chemiker, Zahnarzt und Hochschullehrer mit Lehr- und Forschungsschwerpunkten in Parodontologie und Implantologie. Rößler ist Gründer und Dekan an der University for Digital Technologies in Medicine & Dentistry, DTMD, in Luxemburg.

## Werdegang
Rößler studierte Chemie (Dipl.) in Heidelberg sowie Zahnmedizin an der Medizinischen Hochschule in Hannover und an der Justus-Liebig-Universität Gießen. Anschließend war er wissenschaftlicher Mitarbeiter und später Oberarzt der Abteilung Parodontologie im Zentrum für Zahn-, Mund- und Kieferheilkunde der Universität Gießen sowie wissenschaftlicher Leiter der ZMF-Schule der Zahnärztekammer Niedersachsen. Seinen ersten Lehrauftrag hatte Rößler an der Charité – Universitätsmedizin Berlin, Campus Benjamin Franklin, Poliklinik für Zahnerhaltungskunde und Parodontologie.
Ralf Rößler behandelt und operiert heute europaweit in verschiedenen Praxen mit den Tätigkeitsschwerpunkten plastisch-ästhetische und regenerative Parodontalchirurgie, Implantologie und Prophylaxe.
Zusammen mit André Reuter bildet Ralf Rößler das Direktorium der DTMD University for Digital Technologies in Medicine and Dentistry, Luxembourg.

## Professuren
- Seit 2017 Professor für interdisziplinäre Parodontologie und Prävention an der DTMD University for Digital Technologies in Medicine and Dentistry, Schloss Wiltz, Luxemburg[6]
- Bis 2018 Professor für interdisziplinäre Parodontologie und Prävention an der Praxishochschule in Köln und Leiter des Fortbildungsinstituts „Praxisdienste“ der Praxishochschule[7]
- Seit 2017 Professor am Business Science Institute, Luxemburg[8]
- Dozent im Masterstudiengang für Implantologie an der Steinbeis-Hochschule Berlin sowie in curricularen Fortbildungen verschiedener Landeszahnärztekammern und Fachgesellschaften[9]

## Forschung
Forschungsschwerpunkte von Ralf Rößler sind die Entwicklung von Biomaterialien sowie Tissue Engineering. Er hält u. a. Patente für Mischungen zum Einsatz als Knochenersatzmaterial im humanmedizinischen Bereich sowie zur Oberflächenversiegelung. Rößler hat zahlreiche Fachpublikationen und Vorträge national und international.